# Selective Service System
Das Selective Service System ist eine Behörde in den Vereinigten Staaten, bei der alle männlichen US-Amerikaner im Alter zwischen 18 und 25 verzeichnet sind. Sie gibt Auskunft über die potenziellen Soldaten, die im Rahmen der Wehrpflicht für den Verteidigungsfall herangezogen werden können.

## Gesetzliche Grundlage
Mit dem Beschluss des Selective Service Act, der am 18. Mai 1917 im Kongress verabschiedet wurde, ist die Grundlage für das Selective Service System geschaffen worden. Mit diesem Gesetz wurde dem Präsidenten der Vereinigten Staaten die Möglichkeit gegeben, männliche Rekruten für den Dienst in den Streitkräften der USA heranzuziehen.
Durch das Selective Training and Service Act of 1940 bestand bereits seit 1940 im Frieden eine Wehrpflicht. Das ursprüngliche Gesetz lief 1947 aus, da jedoch die Anzahl an Freiwilligen zu gering war, wurde 1948 ein Nachfolgegesetz verabschiedet.

## Registrierung
Alle zwischen 18 und 25 Jahre alten männlichen US-Amerikaner und Ausländer, die ihren ständigen Wohnsitz in den USA haben, sind verpflichtet, sich bis spätestens 30 Tage nach ihrem 18. Geburtstag zu registrieren. Ausländische Schüler und Studenten und Personen mit Besuchsvisa sind von dieser Pflicht befreit. US-Amerikaner, die dauerhaft im Ausland leben, und Personen mit doppelter Staatsbürgerschaft unterliegen ebenfalls dieser Pflicht.
Die Registrierung ist online, telefonisch oder per Post möglich, teilweise aber auch über High Schools. Außerhalb der USA ist die Registrierung auch über die Botschaften und Konsulate durchführbar. Bestätigt wird sie durch die Registration Acknowledgment-Karte.
Personen, die entgegen ihrem Wissen sich nicht registrieren oder falsche Angaben machen, können mit einer Geldstrafe von bis zu 250.000 US-Dollar belegt werden. Alle Adressänderungen bis zum 26. Lebensjahr müssen innerhalb von zehn Tagen dem Selective Service System gemeldet werden.
Seit 1980 müssen sich Männer zwar noch registrieren, werden aber nur noch im Falle einer „nationalen Krise“ eingezogen. Seit 1986 wird die Unterlassung der Registrierung nicht mehr strafrechtlich verfolgt.

## Struktur
Das Selective Service System besteht aus dem nationalen Hauptsitz in Arlington, VA, einem Daten-Management-Center in Palatine, IL und drei regionalen Hauptgeschäftsstellen: Region I in
North Chicago (Illinois), Region II in Smyrna (Georgia) und Region III in Denver (Colorado).
Ihr steht ein Budget von knapp 25 Millionen Dollar (2006) zu. Das SSS verwaltet die Daten von 13,5 Millionen Männern zwischen 18 und 25 Jahren. Seit April 2017 fungiert Don Benton als Direktor (13th Director of the Selective Service System).